# Mirsad Türkcan
Mirsad Türkcan de son vrai nom Mirsad Jahović, en serbe en écriture cyrillique : Мирсад Јаховић, né le 7 juin 1976 à Novi Pazar en Yougoslavie, est un joueur turc d'origine bosniaque de basket-ball.
Né en Yougoslavie de parents Musulmans du Sandžak, il prend le nom turc de Türkcan lorsqu'il vient jouer en Turquie dont il obtient également la nationalité.
Il a également financé les débuts de sa sœur, Emina Jahović, chanteuse très connue en Serbie et dans les Balkans, mais aussi en Turquie.
Il joue son dernier match professionnel le 16 septembre 2012 avec son équipe de Fenerbahçe Ülkerspor contre le CSKA Moscou.

## Clubs successifs
- 1994-1998  Efes Pilsen Istanbul
- 1999-2000  New York Knicks
- 2000  Milwaukee Bucks
- 2001  Paris Basket Racing
- 2001-2002  CSKA Moscou
- 2002-2003  Mens Sana Basket
- 2003-2004  CSKA Moscou
- 2004-2005  MBK Dynamo Moscou
- 2005-2006  Ülker Istanbul
- 2006-2012  Fenerbahçe Ülkerspor

## Palmarès

### Club
- Finaliste de la Suproligue en 2001
- Vainqueur de la Coupe Korać en 1996
- Champion de Turquie en 1994, 1996, 1997, 2006, 2007 et 2008, 2010, 2011
- Finaliste en 1998
- Vainqueur de la Coupe de Turquie en 1998, 2001, 2009
- Champion de Russie 2004
- Vainqueur de la Coupe du Président de Turquie en 1995, 1996, 1998, 2000

### Sélection nationale
- Championnat d'Europe
  - Finaliste en 2001

### Distinctions personnelles
- Meilleur rebondeur du Championnat d'Europe de 1997
- MVP de la phase régulière de l'Euroligue 2001-2002
- Meilleur rebondeur du Championnat du monde de 2002
- MVP du Top 16 de l'Euroligue 2002-2003 et de l'Euroligue 2008-2009
- Meilleur rebondeur de l'Euroligue en 2002 et 2003
- Meilleur rebondeur de la LegA en 2003
- Meilleur rebondeur de la Superligue russe en 2005